# Cobilândia
Cobilândia é um bairro do município brasileiro de Vila Velha, no estado do Espírito Santo. 
Antigamente chamava-se Sapa. Foi fundado em 16 de setembro de 1951, sendo um dos primeiros moradores o Sr. Alcino José de Souza, que veio para a região em 4 de março de 1953. A região era também conhecida como Ilha das Pedras.
O nome Cobilândia, segundo alguns moradores, deu-se pelo fato de existir, na época, uma espécie de vegetação nativa chamada Cobi, própria de solos úmidos, existente com abundância desta região. O bairro resultou do desmembramento da Fazenda Rio Marinho passando-se aos herdeiros, Coronel Antonio Gonçalves Laranja, antigo dono da Fazenda.
Em função do intenso movimento migratório no Estado do Espírito Santo iniciado em 1962, decorrente da política de erradicação do café, que culminou com a saída de milhares de pessoas do meio rural, cobilândia passou a receber parte destas familias, que povoaram de maneira muito rápida o Bairro.
Em 1965 Cobilândia passou a contar com duas escolas públicas: O Grupo Escolar Pedro Herkenhoff, que atendia alunos da 1ª a 5ª séries do antigo primário, e o Ginásio Municipal de Cobilândia, que atendia alunos da 1ª a 3ª séries do antigo ginásio.
Existem diferentes variedades de comércios, como supermercados, farmácias, caixas eletrônicos 24 horas, casa lotérica, restaurantes, lanchonetes, academia, distribuidora de bebidas e doces, material de construção, lojas de roupas, óticas, armarinhos, padarias, pizzaria, posto de combustível e outros, além de ser a sede da 3º Companhia de Polícia Militar. Com comércio bem movimentado, os moradores conseguem realizar as compras de suas necessidades sem sair de perto de suas casas.